# الكسندر كروفت شو
الكسندر كروفت شو هو مبشر كندي، ولد في 26 يونيو 1846 في تورونتو في كندا، وتوفي في 12 مارس 1902.